# Маттео Боннеллюс
Маттео Боннеллюс (умер после 1161 года) — южноитальянский норманнский дворянин, руководитель трёх заговоров и мятежей в царствование сицилийского короля Вильгельма I Злого.
В 1160 году Маттео Боннеллюс находился в Калабрии, где познакомился с графиней Клеменцией ди Катанзаро, вокруг которой сформировалась группа недовольных континентальных баронов. Под влиянием Клеменции (а, по утверждению Гуго Фальканда, влюбившись в неё) Маттео стал планировать убийство Майо, всесильного первого министра Вильгельма I Злого. Для того, чтобы вкрасться в доверие к Майо, Маттео стал ухаживать за дочерью министра и даже обручился с нею. В результате Маттео имел беспрепятственный доступ к министру и знал о маршрутах и планах последнего. 10 ноября 1160 года Майо, возвращаясь после обеда в архиепископском дворце, был убит Маттео и его сторонниками. После убийства Маттео Боннеллюс со своими сообщниками укрылся в своём замке Каккамо, недалеко от Палермо.
Напуганный убийством своего министра, Вильгельм I Злой не только простил Маттео, но и принял его во дворце как героя. В последующие месяцы Маттео Боннеллюс пользовался как почтением короля, так и любовью горожан. Но затем под влиянием королевы Маргариты Вильгельм I изменил своё отношение к Боннеллюсу и потребовал оплаты последним значительного долга перед казной. Прежние сообщники Маттео внушили ему, что король замышляет расправиться с убийцами Майо, после чего Маттео стал готовить новое покушение — на этот раз, на Вильгельма I.
Проникнуть в охраняемый мусульманской стражей королевский дворец заговорщики не могли. Поэтому они подкупили одного из стражников тюрьмы, находившейся при дворце, чтобы он выпустил находившихся под стражей узников (в их числе был будущий сицилийский король Танкред). В то время, как Маттео Боннеллюс находился в Каккамо, заговорщики узнали, что их предали, и начали действовать без согласования со своим вождём. 9 марта 1161 года по ранее согласованному плану узники дворцовой тюрьмы были освобождены, перебили мусульманскую стражу и впустили своих сообщников. Вильгельм I, его жена и дети были арестованы. Было объявлено о низложении Вильгельма I и о том, что престол будет передан его старшему сыну Рожеру. Но в отсутствие Маттео Боннеллюса заговорщики упустили инициативу, и 11 марта 1161 года сами оказались осаждены в королевском дворце горожанами. В результате заговорщики были вынуждены умолять Вильгельма I о пощаде, были прощены им и бежали к Боннеллюсу в Каккамо.
Желая выманить Боннеллюса из Каккамо, Вильгельм I направил ему дружеское письмо с предложением выдать врагов короны, коль скоро сам Маттео в событиях 9—11 марта 1161 года не участвовал. В ответ Маттео потребовал от короля прекратить притеснения дворян и вернуться к обычаям Роберта Гвискара. Разгневанный Вильгельм I заявил, что скорее пожертвует королевством и жизнью, чем поддастся угрозам.
Маттео Боннеллюс со своими сообщниками попытался блокировать Палермо, но прибытие из Мессины верного королю флота решило судьбу мятежа. Боннеллюс со своими соратниками вновь укрылся в Каккамо. Вопреки своим угрозам, Вильгельм I вновь помиловал восставших при условии, что они покинут королевство. Большинство восставших приняло предложение короля, но Маттео, уверенный в своей популярности, вернулся в Палермо и вскоре был арестован. Он был заключён в крепость Ат-Халька, где ему выкололи глаза и подрезали сухожилия. После недолгого заключения Маттео Боннеллюс умер в заточении.